# Alamodome
L'Alamodome, detto anche The Dome, è un impianto sportivo statunitense situato nella città di San Antonio (Texas), utilizzato prevalentemente per partite di football americano della National Collegiate Athletic Association e della X Football League; occasionalmente ospita anche eventi di wrestling e pugilato.
Dal 1993 al 2003 è stata la casa dei San Antonio Spurs, squadra di pallacanestro militante nella National Basketball Association.
Nella stagione 2005 ospitò per alcuni mesi le partite interne dei New Orléans Saints, franchigia di football americano della National Football League rimasta senza uno stadio in seguito alla catastrofe dell'Uragano Katrina.

## Record
Il 13 gennaio 2023 i San Antonio Spurs, in occasione della partita persa 113-144 contro G.S. Warriors, ha stabilito il record di presenze per un match disputato nella struttura, con 68.323 spettatori.